# Markus Hätinen
Markus Hätinen (* 6. Januar 1974 in Jyväskylä, Finnland) ist ein ehemaliger deutsch-finnischer Eishockeytorwart, der während seiner Karriere unter anderem für die Eisbären Regensburg, Kassel Huskies und Moskitos Essen aktiv war.

## Leben
Markus Hätinen kam zu seinen ersten Einsätzen im Senioreneishockey in Finnland bei JYP Jyväskylä in der Saison 1991/92, wo er bis 1994/95 zugleich auch im Nachwuchs spielte. Für die Saison 1995/96 wechselte er innerhalb Finnlands zu FPS Forssa, von wo er zurück zu Jyväskylä  für die nächste Saison wechselte. Im Sommer 1997 wechselte er nach Deutschland, wo er 1997/98 und 1998/99 beim ERC Ingolstadt in der zweithöchsten Spielklasse spielte. Danach kehrte er für eine Saison zurück zu Jyväskylä, bevor er im Sommer 2000 nach Frankreich zum HC Reims wechselte. Dort spielte er die nächsten beiden Saisons und half den französischen Meistertitel zu holen. Im Sommer 2002 wechselte er wieder nach Deutschland zum EV Regensburg für die Saison 2002/03. Für die  darauffolgende Saison 2003/04 wechselte er nach Bremerhaven, wo er zum Oberligameistertitel und dem sofortigen Wiederaufstieg beitrug. Von Bremerhaven wechselte er für eine Saison zum EV Ravensburg, von dem er für die darauffolgende Saison zum ETC Crimmitschau wechselte.  Dort gewann er erneut den Oberligameistertitel und war  maßgeblich am Wiederaufstieg der Sachsen verantwortlich.
Am Ende der Spielzeit 05/06 wurde er zum besten Torhüter der Oberliga gewählt. In der Saison 06/07 wurde er von den Kassel Huskies (2. Liga) verpflichtet und teilte sich dort das Tor mit Sebastian Elwing. Mit dem besten Gegentorschnitt von 2,04 wechselt er nach einer mehr oder weniger erfolgreichen Saison zu dem damaligen 2. Ligaclub ESC Moskitos Essen, wo er mit Daniel Wrobel und Jochen Reimer das Torhütertrio bildete. Dort beendete er im Jahr 2008 seine Karriere, nachdem der Klub Insolvenz anmelden musste.
In Finnland kam er zu Einsätzen während der Junioreneuropameisterschaft 1992 und 1993.
Seit 2011 arbeitet er als Trainer im Nachwuchsbereich des ERC Ingolstadt.